# Alte Apotheke (Garmisch-Partenkirchen)

Die Alte Apotheke, Südost-Ansicht

Die Alte Apotheke, Südwest-Ansicht

Die Alte Apotheke in Garmisch ist ein Gebäude im Markt Garmisch-Partenkirchen in Oberbayern. Das Haus ist auf Basis des Denkmalschutzgesetzes vom 1. Oktober 1973 ein Baudenkmal, die Akten-Nummer lautet D-1-80-117-178.

## Beschreibung
Die Alte Apotheke ist ein stattliches, im Empire-Stil italienischer Prägung erstelltes Gebäude. Das Patrizierhaus besitzt ein gebrochenes Walmdach, große Zwerchgiebel und Empiredekor. In seiner völligen Abweichung zur ansonsten eher bodenständigen Bebauung zählt es zu den Wahrzeichen des Garmischer Marienplatzes. Erbaut wurde es im Jahre 1792 an Stelle der Dorfschmiede. Entworfen hat das Gebäude der Nürnberger Architekt Imhoff, Bauherr war der wohlhabende Kaufmann Johann Jakob Mayr (1734–1797). Die reiche innere und äußere Verzierung des Hauses erstellten Stuckateure aus Italien.

Die Alte Apotheke, Detail der Ost-Ansicht

Im Jahre 1822 eröffnete der Augsburger Arzt und Apotheker Jakob Byschl im Gebäude eine Apotheke. Mehr als ein Jahrhundert blieb die Apotheke in Familienbesitz. 1929 verkaufte sie Max Byschl aus gesundheitlichen Gründen an Ludwig Ryhiner, der das Gebäude umfassend renovieren ließ. Am 1. Oktober 1959 übernahm der Münchner Walter Imhoff die Apotheke in Pacht, später ging sie in seinen Besitz über. Heute wird sie in der dritten Generation von Verena Bockhorni geleitet.  Zahlreiche pharmazeutische Gerätschaften wie Mörser, Waagen, bauchige Gläser, bemalte Fayencen, Salbengefäße, kunstvoll gearbeitete Schränke und Rezepturtische in den Räumen der Apotheke zeugen immer noch von der Vergangenheit des Gebäudes.